# Für immer Sonntag
Für immer Sonntag ist ein Schweizer Dokumentarfilm von Steven Vit aus dem Jahr 2022, produziert von der Lomotion AG in Koproduktion mit SRF Schweizer Radio und Fernsehen. Der Film feierte seine Weltpremiere am Visions du Réel im internationalen Wettbewerb.

## Handlung
Im Mittelpunkt des Films steht Rudy, der nach über 40 Jahren als Verkaufsleiter eines Schweizer Unternehmens kurz vor der Pensionierung steht. Sein Sohn Steven begleitet ihn auf seiner letzten Geschäftsreise nach Asien, um Einblicke in seinen Arbeitsalltag und die Beziehung zwischen Vater und Sohn zu gewinnen. Nach der Rückkehr dokumentiert der Film, wie Rudy und seine Ehefrau Käthi versuchen, sich an das neue Leben im Ruhestand zu gewöhnen. Anstelle von internationalen Geschäftsreisen bestimmen nun Haushalt, Gartenarbeit und das gemeinsame Eheleben den Alltag.
Der Film zeigt offen die Herausforderungen, Unsicherheiten und Konflikte, die mit dem Wegfall von festen Routinen und der veränderten Partnerschaft einhergehen. Dabei entstehen auch humorvolle Momente, etwa wenn Rudy seiner Frau erklärt, wie die Spülmaschine einzuräumen ist. „Für immer Sonntag“ beleuchtet die emotionalen und sozialen Aspekte des Älterwerdens und stellt die Frage, wie Menschen und Paare mit dem Übergang in den Ruhestand umgehen und welche neuen Perspektiven sich daraus ergeben.

## Rezeption

### Kritiken
In der Schweizer sowie in der internationalen Presse wurde Für immer Sonntag positiv rezensiert:
Cineuropa lobt die feinfühlige Auseinandersetzung zweier unterschiedlicher Generationen: "A direct and delicate confrontation between two very different generations, My Old Man shows the painful and cathartic transformation of a “baby boomer” finally free from the diktats of a stereotypical and decidedly not very fun gender presentation."
Die Berner Kulturagenda bezeichnet den Film als "Tief, aber nie bedeutungsschwanger."

### Auszeichnungen (Auswahl)
- Saarbrücken, Filmfestival Max Ophüls Preis, Publikumspreis Dokumentarfilm 2023 (Winner)
- Bern, Berner Filmförderung, Filmpreis für den Dokumentarfilm 2022 (Winner)

### Festivals (Auswahl)
- Kassel, 40. Kasseler Dokumentarfilm- & Videofest 14.11.2023 – 19.11.2023
- Saarbrücken, 44. Filmfestival Max Ophüls Preis Saarbrücken 23.01.2023 – 29.01.2023
- Solothurn, 58. Solothurner Filmtage 18.01.2023 – 25.01.2023
- Nyon, 28e Visions du Réel Festival international de cinéma Nyon  10.04.2022 – 14.04.2022